# 400 mètres masculin aux Jeux olympiques de 1912 (athlétisme)
Pour un article plus général, voir Athlétisme aux Jeux olympiques de 1912.
Navigation
Londres 1908 Anvers 1920
L'épreuve du 400 mètres masculin aux Jeux olympiques de 1912 s'est déroulée les 12 et 13 juillet 1912 au Stade olympique de Stockholm, en Suède. Elle est remportée par l'Américain Charles Reidpath.

## Résultats

### Finale
| Rang                                | Athlète           | Pays       | Temps  | Notes |
| ----------------------------------- | ----------------- | ---------- | ------ | ----- |
| Médaille d'or, Jeux olympiques      | Charles Reidpath  | États-Unis | 48 s 2 | OR    |
| Médaille d'argent, Jeux olympiques  | Hanns Braun       | Allemagne  | 48 s 3 |       |
| Médaille de bronze, Jeux olympiques | Edward Lindberg   | États-Unis | 48 s 4 |       |
| 4                                   | Ted Meredith      | États-Unis | 49 s 2 |       |
| 5                                   | Carroll Haff (en) | États-Unis | 49 s 5 |       |

### Demi-finales

#### Demi-finale 1
| Rang | Athlète           | Pays        | Temps | Notes |
| ---- | ----------------- | ----------- | ----- | ----- |
| 1    | Charles Reidpath  | États-Unis  | 48.7  | Q     |
| 2    | Hec Edmundson     | États-Unis  |       |       |
| 3    | George Nicol      | Royaume-Uni |       |       |
| 4    | Frigyes Wiesner   | Hongrie     |       |       |
| 5    | Charles Poulenard | France      |       |       |
| —    | John Dahlin       | Suède       |       | DNS   |

#### Demi-finale 2
| Rang | Athlète         | Pays        | Temps | Notes |
| ---- | --------------- | ----------- | ----- | ----- |
| 1    | Edward Lindberg | États-Unis  | 48.9  | Q     |
| 2    | Eric Lindholm   | Suède       | 50.2  |       |
| 3    | Charles Lelong  | France      |       |       |
| —    | Jacques Person  | Allemagne   |       | DNF   |
| —    | Cyril Seedhouse | Royaume-Uni |       | DNF   |
| —    | Joseph Wells    | Royaume-Uni |       | DNF   |

#### Demi-finale 3
| Rang | Athlète         | Pays           | Temps | Notes |
| ---- | --------------- | -------------- | ----- | ----- |
| 1    | Ted Meredith    | États-Unis     | 48.8  | Q     |
| 2    | Mel Sheppard    | États-Unis     | 48.9  |       |
| 3    | George Patching | Afrique du Sud | 50.5  |       |
| 4    | Knut Stenborg   | Suède          | 50.5  |       |
| 5    | Jacob Pedersen  | Norvège        |       |       |
| 6    | Ernest Henley   | Royaume-Uni    |       |       |

#### Demi-finale 4
| Rang | Athlète             | Pays        | Temps | Notes |
| ---- | ------------------- | ----------- | ----- | ----- |
| 1    | Carroll Haff        | États-Unis  | 49.7  | Q     |
| 2    | Emilio Lunghi       | Italie      |       |       |
| 3    | Ervin Szerelemhegyi | Hongrie     |       |       |
| —    | Ernest Haley        | Royaume-Uni |       | DNF   |
| —    | James Rosenberger   | États-Unis  |       | DNF   |
| —    | Yahiko Mishima      | Japon       |       | DNF   |

#### Demi-finale 5
| Rang | Athlète       | Pays        | Temps | Notes |
| ---- | ------------- | ----------- | ----- | ----- |
| 1    | Hanns Braun   | Allemagne   | 49.2  | Q     |
| 2    | Ira Davenport | États-Unis  |       |       |
| 3    | James Soutter | Royaume-Uni |       |       |
| 4    | Paul Zerling  | Suède       |       |       |
| —    | Donnell Young | États-Unis  |       | DQ    |

### Premier tour

#### Série 1
| Rang | Athlète            | Pays        | Temps | Notes |
| ---- | ------------------ | ----------- | ----- | ----- |
| 1    | James Rosenberger  | États-Unis  | 50.6  | Q     |
| 2    | Charles Poulenard  | France      | 50.7  | Q     |
| 3    | Wladyslaw Ponurski | Autriche    |       |       |
| 4    | Claude Ross        | Australasie |       |       |

#### Série 2
| Rang | Athlète      | Pays        | Temps  | Notes |
| ---- | ------------ | ----------- | ------ | ----- |
| 1    | Ernest Haley | Royaume-Uni | 1:06.6 | Q     |
| 2    | Mel Sheppard | États-Unis  | 1:06.6 | Q     |

#### Série 3
| Rang | Athlète          | Pays       | Temps | Notes |
| ---- | ---------------- | ---------- | ----- | ----- |
| 1    | Hanns Braun      | Allemagne  | 50.6  | Q     |
| 2    | Ted Meredith     | États-Unis |       | Q     |
| 3    | Armando Cortesão | Portugal   |       |       |

#### Série 4
| Rang | Athlète        | Pays  | Temps | Notes |
| ---- | -------------- | ----- | ----- | ----- |
| 1    | Paul Zerling   | Suède | 55.4  | Q     |
| 2    | Yahiko Mishima | Japon | 55.5  | Q     |

#### Série 5
| Rang | Athlète        | Pays       | Temps | Notes |
| ---- | -------------- | ---------- | ----- | ----- |
| 1    | Charles Lelong | France     | 50.2  | Q     |
| 2    | Donnell Young  | États-Unis | 50.4  | Q     |
| 3    | István Déván   | Hongrie    |       |       |
| 4    | Gustav Möller  | Suède      |       |       |

#### Série 6
| Rang | Athlète       | Pays  | Temps  | Notes |
| ---- | ------------- | ----- | ------ | ----- |
| 1    | Knut Stenborg | Suède | 1:01.6 | Q     |

#### Série 7
| Rang | Athlète       | Pays       | Temps | Notes |
| ---- | ------------- | ---------- | ----- | ----- |
| 1    | Carroll Haff  | États-Unis | 50.4  | Q     |
| 2    | Emilio Lunghi | Italie     | 50.5  | Q     |
| 3    | Max Herrmann  | Allemagne  |       |       |

#### Série 8
| Rang | Athlète         | Pays    | Temps | Notes |
| ---- | --------------- | ------- | ----- | ----- |
| 1    | Frigyes Wiesner | Hongrie | 50.8  | Q     |
| 2    | John Dahlin     | Suède   | 51.0  | Q     |
| 3    | Georges Malfait | France  |       |       |

#### Série 9
| Rang | Athlète            | Pays      | Temps | Notes |
| ---- | ------------------ | --------- | ----- | ----- |
| 1    | Eric Lindholm      | Suède     | 51.4  | Q     |
| 2    | Jacob Pedersen     | Norvège   | 51.6  | Q     |
| 3    | Heinrich Burkowitz | Allemagne | 51.7  |       |
| 4    | Václav Labík       | Bohême    |       |       |

#### Série 10
| Rang | Athlète         | Pays        | Temps | Notes |
| ---- | --------------- | ----------- | ----- | ----- |
| 1    | Edward Lindberg | États-Unis  | 50.6  | Q     |
| 2    | James Soutter   | Royaume-Uni |       | Q     |
| 3    | Franco Giongo   | Italie      |       |       |

#### Série 11
| Rang | Athlète            | Pays        | Temps | Notes |
| ---- | ------------------ | ----------- | ----- | ----- |
| 1    | Clarence Edmundson | États-Unis  | 50.2  | Q     |
| 2    | Ernest Henley      | Royaume-Uni |       | Q     |
| 3    | Mel Brock          | Canada      |       |       |
| 4    | Pyotr Gayevsky     | Russie      |       |       |

#### Série 12
| Rang | Athlète       | Pays        | Temps | Notes |
| ---- | ------------- | ----------- | ----- | ----- |
| 1    | George Nicol  | Royaume-Uni | 50.0  | Q     |
| 2    | Ira Davenport | États-Unis  |       | Q     |
| 3    | Thomas Gallon | Canada      |       |       |
| 4    | Erich Lehmann | Allemagne   |       |       |
| 5    | Georges Rolot | France      |       |       |
| 6    | Ödön Bodor    | Hongrie     |       |       |

#### Série 13
| Rang | Athlète        | Pays        | Temps  | Notes |
| ---- | -------------- | ----------- | ------ | ----- |
| 1    | Jacques Person | Allemagne   | 55.4   | Q     |
| 2    | Joseph Wells   | Royaume-Uni | 1:01.2 | Q     |

#### Série 14
| Rang | Athlète             | Pays        | Temps | Notes |
| ---- | ------------------- | ----------- | ----- | ----- |
| 1    | Cyril Seedhouse     | Royaume-Uni | 51.5  | Q     |
| 2    | Ervin Szerelemhegyi | Hongrie     |       | Q     |
| —    | Alexander Pedersen  | Norvège     |       | DQ    |

#### Série 15
| Rang | Athlète           | Pays           | Temps | Notes |
| ---- | ----------------- | -------------- | ----- | ----- |
| 1    | George Patching   | Afrique du Sud | 51.1  | Q     |
| 2    | Charles Reidpath  | États-Unis     | 51.2  | Q     |
| 3    | Heinrich Wenseler | Allemagne      |       |       |
| 4    | Alan Patterson    | Royaume-Uni    |       |       |
| 5    | Robert Schurrer   | France         |       |       |

## Légende
Records et Performances
- AR : Record continental (area record)
- CR : Record des championnats (championship record)
- MR : Record du meeting (meet record)
- NR : Record national (national record)
- OR : Record olympique (olympic record)
- PR : Record paralympique (paralympic record)
- PB : Record personnel (personal best)
- SB : Meilleure performance personnelle de la saison (season's best)
- WL : Meilleure performance mondiale de l'année (world leader)
- WJR : Record du monde junior (world junior record)
- WR : Record du monde (world record)

Circonstances et Conditions
- DNF : N'a pas terminé (did not finish)
- DNS : N'a pas pris le départ (did not start)
- DQ : Disqualification (disqualification)
- NM : Aucun essai valable enregistré (No Mark)
- Q : Qualifié « directement » au prochain tour (ou à la prochaine compétition), lors d'une compétition majeure, grâce au classement ou à la réalisation des minima (automatic qualifier)
- q : Qualifié au prochain tour (ou à la prochaine compétition), lors d'une compétition majeure, grâce au repêchage ou à la réalisation de l'une des meilleures performances parmi celles des « non qualifiés directement » (grâce au meilleur temps ou à la meilleure distance par exemple) (secondary qualifier)